# داروين بوند
داروين بوند (بالإنجليزية: Darwin Bond)‏ هو منافس ألعاب قوى أمريكي، ولد في 17 أغسطس 1951.

## روابط خارجية
- داروين بوند على موقع قاعة تينيسي للمشاهير الرياضية (الإنجليزية)